# ドラマンス
ドラマンスは、かつて存在した日本の演劇ユニット。「ラジカル・ガジベリビンバ・システム」の前身。

## 概要
- 1984年5月に結成。個性豊かなタレントと作家陣と共にライブハウス等の舞台中心にメディア活動は行われなかった。ドラマンスの由来は桑原茂一の「ドラマ+パフォーマンスの意」から命名された。

## 年表
- 1983年5月8日
  - 渋谷ジァン・ジァンでシティボーイズ主催のコントライブ『シティボーイズショー』の客演に竹中直人が参加、シティボーイズと初共演を果たす。
- 1983年9月4日
  - 舞台『シティボーイズショー』の作・演出を竹中の大学時代の友人でもあった、放送作家の宮沢章夫が参加。
- 1984年2月21日
  - 監督に桑原茂一、脚本に宮沢章夫、桑原茂一、伊武雅刀で、1980年代初頭に一部の若者から支持されていたラジオ番組『スネークマンショー』の映像作品『スネークマンショー 楽しいテレビ』が発売。出演者には伊武雅刀、阿藤快（当時:阿藤海）、シティボーイズ、竹中直人、中村有志（当時:中村ゆうじ）、いとうせいこう（当時:伊藤正幸）らが参加。
- 1984年5月30日
  - 同年2月発売の『スネークマンショー 楽しいテレビ』で監督を務めた桑原茂一、脚本に参加した宮沢章夫、映像作品に出演したシティボーイズ、竹中直人、中村有志、いとうせいこうに加えて松本小雪が参加して演劇ユニット『ドラマンス』を結成。第1回公演『連続ドラマンスVOL.1　ワンペンロム・コンペイヤー』（会場：原宿ピテカントロプス）を開催。
- 1984年6月29日
  - ドラマンス第2回公演『連続ドラマンスVOL.2　インドラのバングース』（会場：原宿ピテカントロプス）を開催。
- 1984年9月20日 - 9月28日
  - 日本青年館、仙台市民会館、サンケイホール、愛知県勤労会館、京都府勤労会館の5ヶ所で『DRAMANCE FlRST TOUR STARRlNG NAOTO TAKENAKA』を開催。
- 1984年9月25日
  - レコード『SNAKEMANSHOW PRESENTS かわったかたちのいし』を発売。同作品にはドラマンスメンバーも参加していた。
- 1984年10月
  - TBSラジオ「景山民夫のスーパーギャング ピテカントロプスの逆襲」内で『ドラマンス・ラジオショー』放送開始。番組構成を桑原茂一、宮沢章夫、選曲を藤原ヒロシが務めた。（ - 1985年9月放送終了）
- 1985年夏
  - ドラマンスの発展型ユニット『ラジカル･ガジベリビンバ・システム』を結成。

## ラジオ
- 『景山民夫のスーパーギャング ピテカントロプスの逆襲』（1984年10月 - 1985年9月、TBSラジオ）　　　　　　
  - 番組内で『ドラマンス・ラジオショー 』が放送されていた。

## テレビ
- 『激突四大プロデューサー初共演』（1985年1月3日、テレビ朝日）
  - 中村ゆうじ、シティボーイズ、竹中直人が出演。

## 公演
| 公演日               | タイトル                                       | 会場 | 内容 |
| -------------------- | ---------------------------------------------- | --- | ---- |
| 1984年5月30日        | 連続ドラマンスVOL.1 ワンペンロム・コンペイヤー | 原宿ピテカントロプス |      |
| 1984年6月29日        | 連続ドラマンスVOL.2 インドラのバングース       | 原宿ピテカントロプス |      |
| 1984年9月20日 - 28日 | DRAMANCE FlRST TOUR STARRlNG NAOTO TAKENAKA    | 日本青年館（9月20日）、仙台市民会館（9月24日）、サンケイホール（9月26日）、 愛知県勤労会館（9月27日）、京都府勤労会館（9月28日） |      |